# Стипо Манђерало
Стипо Манђерало је професор у ливањској (БиХ) гимназији и аутор значајних дела из ливањске традиције и историје. Манђерало је рођен 1938. године у Видошима код Ливна. Филозофски факултет завршава у Сарајеву, а од 1962. до данас професор је за јужнословенске књижевности и језик.
У стручним педагошким часописима јавља се радовима о проблематици наставе језика и књижевности у пракси. Све време свог деловања предано се бави проучавању историје града Ливна и ливањског краја. Неколико његових запажених радова објављено је у „Гласнику Земаљског музеја у Сарајеву“, мостарској „Херцеговини“, сарајевским часописима „Одјек“ и „Трећи програм РТВСа“, ливањским „Траговима“, „Ливанским видицима“, „Свјетлу ријечи“, те у склопу различитих научних симпозија.
Књига „Господари камена“ (1987) својеврсна је енциклопедија ливањског клесарства, „Лозићев илирски сан“ (1992) говори о животу и делу босанског фрањевца Грге Лозића, а у „Кутији за чување времена“ (1996) похрањени су неки мали и занимљиви детаљи из свакодневне историје ливањског краја.Својом последњом књигом „Златне руке“ (1999) Манђерало документује биографије ливањских занатлија и с пуно заноса говори о старим занатима, који су већ одавно ишчезли са улица старе градске чаршије у Ливну.